# Anastasia Tikhonova
Anastasia Vadimovna Tikhonova (Moscú, 21 de enero de 2001) es una tenista rusa.

## Carrera

### Junior
Tikhonova llegó a la final de Roland Garros 2019, en dobles junto a Alina Charaeva, pero perdieron frente a Chloe Beck y Emma Navarro.

### Profesional
Tikhonova debutó en el WTA Tour en el 250 de Jūrmala 2019, en dobles junto a Veronika Pepelyaeva, pero perdió en primera ronda contra Ulrike Eikkeri y Elixane Lechemia.
En 2022 tuvo su debut individual en el circuito, en Libéma Open, donde perdió en primera ronda contra Ann Li.
En 2023 ganó su primer título WTA, en el 125 de Tampico, junto a Kamila Rajímova. En cuartos de final derrotaron a Renata Zarazúa y Raluca Șerban, en semifinales a Hailey Baptiste y Whitney Osuigwe y en la final a Sabrina Santamaria y Heather Watson.